# Теляков, Николай Матвеевич
Николай Матвеевич Теляков (5 мая 1902, Петроград — 26 августа 1950, Москва) — советский военный деятель, гвардии генерал-лейтенант танковых войск. Герой Советского Союза.

## Начальная биография
Родился 5 мая 1902 года в Петрограде в семье рабочего, русский. Закончив четыре класса, работал слесарем.

## Военная служба

### Гражданская война
С октября 1918 года служил в РККА. Принимал участие в Гражданской войне. Воевал на Южном фронте красноармейцем и начальником пулемётного расчёта в 13-м стрелковом полку, затем командиром отделения в 80-м отдельном батальона войск ВЧК.

### Межвоенное время
В 1921 году окончил ускоренные курсы красных командиров при Высшей тактико-стрелковой школе комсостава РККА имени 3-го Коминтерна, после окончания которого с марта того года командовал взводом в 16-м железнодорожном полку войск ОГПУ, а с октября того же года — полигонной ротой 3-го авиационного полка.
По окончании в 1923 году Вторых Смоленских командных курсов с октября того же года командовал взводом в отдельном пулемётном батальоне в Петрограде, затем в 48-м стрелковом полку 16-й стрелковой дивизии и в отдельном Куженкинском караульном батальоне.
В 1925 году вступил в ряды ВКП(б).
С декабря 1928 года работал начальником хозяйственной команды в Ленинградской пехотной школе имени В. И. Ленина, а с декабря 1930 по май 1931 года — помощником командира роты 30-го Череповецкого стрелкового полка 10-й стрелковой дивизии.
С октября 1931 года по окончании курсов усовершенствования комсостава «Выстрел» работал помощником начальника штаба 2-го танкового полка (Ленинградский военный округ). С марта 1932 года работал на должности начальника 6-й части штаба 31-й механизированной бригады, а с июля 1934 года — на должности начальника отделения в штабе 33-й механизированной бригады.
В январе 1937 года был направлен на Ленинградские бронетанковые курсы РККА, которые окончил в том же году и сразу же был направлен на учёбу в Военную академию РККА М. В. Фрунзе, которую окончил в 1939 году.
С октября 1939 года работал инспектором группы контроля на Украине, с ноября 1939 года — командовал 13-м запасным танковым полком, а с декабря 1939 года — 32-м танковым полком в 5-й кавалерийской дивизии (Киевский военный округ), вместе с которым был переброшен на фронт и принял участие в советско-финской войне.

### Великая Отечественная война
С июня 1941 года принимал участие в боях на фронтах Великой Отечественной войны.
Командовал тем же полком во время приграничных сражений на Южном фронте: вёл оборонительные бои под Кишинёвом, на Днестре, Южном Буге, Днепре.
С октября 1941 года командовал 13-м танковым полком 13-й танковой бригады, принимал участие в Донбасской операции с октября по ноябрь 1941 года.
С января 1942 года служил на должности заместителя командира 7-й танковой бригады, а с апреля 1942 года командовал 107-й танковой бригадой, отличившейся в ходе Сталинградской битвы и Курской битвы, где отбивала атаки противника на направлении Понырей, после чего вела наступление к Днепру в ходе Черниговско-Припятской операции.
В октябре 1943 года назначен на должность заместителя командира 3-го танкового корпуса, которым командовал с 5 ноября по 16 декабря 1943 года, после чего вновь стал заместителем командира корпуса. Принимал участие в Киевской оборонительной и Корсунь-Шевченковской операции.
Постановлением Совета народных комиссаров СССР от 18 февраля 1944 года № 187 полковнику Николаю Матвеевичу Телякову присвоено воинское звание «генерал-майор танковых войск».
С марта 1944 года вновь был назначен на должность командира 3-го танкового корпуса, командуя которым, Теляков организовал боевые действия корпуса в ходе Уманско-Ботошанской операции. Прорвав оборону противника около города Умань (Черкасская область, Украина), 3-й танковый корпус наряду с другими соединениями 10 марта 1944 года освободил город Умань.
Указом Президиума Верховного Совета СССР от 11 марта 1944 года за умелое командование танковым корпусом, образцовое выполнение боевых заданий командования на фронте борьбы с немецко-фашистскими захватчиками и проявленные при этом мужество и героизм, генерал-майору танковых войск Николаю Матвеевичу Телякову присвоено звание Героя Советского Союза с вручением ордена Ленина и медали «Золотая Звезда» (№ 3554).
Вскоре корпус принял участие в Белорусской операции, особо отличившись на магнушевском плацдарме.
С сентября 1944 года командовал 16-го танковым корпусом, преобразованным в ноябре в 12-й гвардейский, который отличился в ходе Варшавско-Познанской и Восточно-Померанской операций, участвуя в освобождении Варшавы, Скерневице, Иновроцлав, Голлнов (Голенюв).
26 апреля 1945 года в ходе боя на подступах к Берлину был тяжело ранен при подрыве на мине.

### Послевоенная карьера

Могила Телякова на Новодевичьем кладбище Москвы.

Постановлением Совета народных комиссаров СССР от 11 июля 1945 года № 1683 генерал-майору танковых войск Н. М. Телякову было присвоено воинское звание «генерал-лейтенант танковых войск».
В мае 1946 года назначен на должность начальника Полтавского танко-технического училища, а с октября 1947 года работал преподавателем кафедры бронетанковых войск Академии пограничных войск НКВД СССР (Москва).
В 1948 году вышел в отставку, после чего жил в Москве, где и умер 26 августа 1950 года. Похоронен на Новодевичьем кладбище.

## Память
В школе № 324 Москвы создан музей боевой славы 2-й гвардейской танковой армии имени Героя Советского Союза Н. М. Телякова.
В Москве на доме 3 на Саввинской набережной, в котором жил Герой, была установлена мемориальная доска.

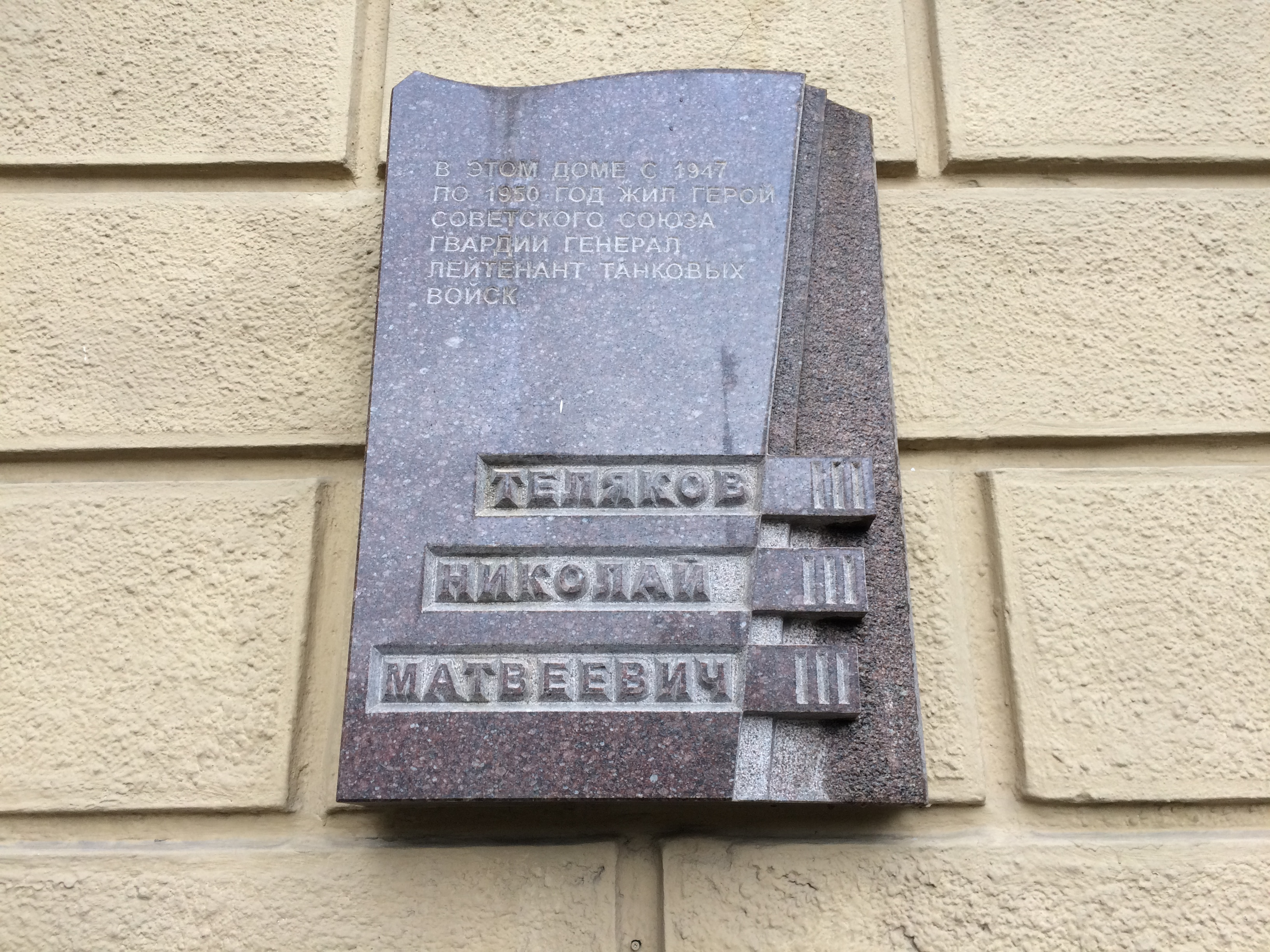
Мемориальная доска на доме 3 на Саввинской набережной в Москве: В этом доме с 1947 по 1950 жил Герой Советского Союза гвардии генерал лейтенант танковых войск Теляков Николай Матвеевич

## Награды
- Медаль «Золотая Звезда»;
- два ордена Ленина;
- три ордена Красного Знамени;
- орден Кутузова 1-й степени;
- орден Суворова 2-й степени;
- медали.